# Татарлы (Шамкирский район)
Татарлы (азерб. Tatarlı) — село в Шамкирском районе Азербайджана.

## Этимология
Название села происходит от имени огузского племени татар.

## История
В Татарлы расположен комплекс Девичьей башни XI века. В османской кадастровой переписи 1727 года упоминается село Татар в области Хылхына Карабахского бейлербейства. Село приносило 9000 агджа в год.

## Население
В камеральном описании Шамшадильской дистанции от 2 марта 1804 года в селе Татарлу было 11 дымов с 30 жителями (15 мужчин и 15 женщин), а в статическом описании 1828 года село состояло из 32 дворов со 194 жителями (109 мужчин и 85 женщин). В Кавказском календаре на 1854 год в селе Татарлы (تاتارلى) проживали татары-шииты (азербайджанцы) с родным языком татарским (азербайджанским). В описании 1860 года, село состояло из 33 дворов с 214 жителями (103 мужчин и 111 женщин). В 1886 году в Татарлы было 83 дымов с 575 жителями (320 мужчин и 255 женщин). 
Согласно Кавказскому календарю, в 1908 году в 83 дымах села проживало 815 человека (415 мужчин и 400 женщин), а в 1914 году — 679 человек и все татары (азербайджанцы). По данным Азербайджанской сельскохозяйственной переписи 1921 года в селе Татарлы имелось 164 хозяйств, численность жителей составляла 653 человек. Население состояло из тюрков-азербайджанцев.  По материалам издания «Административное деление АССР», подготовленного в 1933 году Управлением народно-хозяйственного учёта Азербайджанской ССР (АзНХУ), по состоянию на 1 января 1933 года в селе Татарлы Шамхорского района Азербайджанской ССР насчитывалось 724 жителей, (427 мужчин и 297 женщин, 142 хозяйств).